# DASTRI
 (janvier 2021).
DASTRI est l’éco-organisme national agréé par l’état français depuis 2012 et financé par les industries de santé qui collecte et traite les déchets d’activités de soins à risque infectieux (DASRI) perforants des patients en auto-traitement et des utilisateurs d’autotests de diagnostic des maladies infectieuses transmissibles.

## Mission
Le dernier agrément en date a débuté en décembre 2022 et prendra fin le 31 décembre 2028.
En application du cahier des charges rédigé par les pouvoirs publics dans le cadre de son agrément, l’action de DASTRI concerne deux catégories de bénéficiaires :
- Les patients en auto-traitement, c’est-à-dire les personnes qui se soignent à domicile hors structure de soins et sans l’intervention d’un professionnel de santé, relevant de 36 pathologies[1], le diabète et les maladies veineuses thromboemboliques étant les pathologies les plus productrices de DASRI perforants.
- Les utilisateurs d’autotests de diagnostic des maladies infectieuses transmissibles, telles que le VIH.

Le nombre des bénéficiaires de la filière est évalué à 2 millions de personnes.
Sont pris en compte, dans le périmètre de la filière DASTRI, les DASRI piquants, coupants, tranchants (PCT), soit douze familles de produits (lancettes et auto-piqueurs, aiguilles, seringues, cathéters…, applicateurs de dispositifs médicaux complexes et auto-piqueurs d’autotests de diagnostic) et les DASRI avec électronique ou e-DASRI soit deux familles de produits (pompes patch et capteurs de glucose en continu, applicateurs et transmetteurs).
La finalité de la filière DASTRI est de soustraire ces déchets perforants du circuit des déchets ménagers où ils peuvent provoquer des blessures, notamment aux personnels chargés de la collecte et du tri. Cette collecte permet également de faciliter la vie des patients et des utilisateurs d’autotests de diagnostic grâce à un dispositif national gratuit de grande proximité : l'ensemble du réseau officinal soit près de 21 000 pharmacies distribuent et collectent les boîtes DASTRI utilisées par les patients pour stocker leurs dispositifs médicaux perforants après utilisation.
Trois missions incombent à DASTRI :
- Faire fabriquer et distribuer les boîtes DASTRI (jaunes à couvercle vert pour les DASRI sans électronique et violettes pour les e-DASRI) que doivent utiliser les patients et les utilisateurs d’autotests pour stocker leurs déchets,
- Collecter et traiter les déchets d’activités de soins à risque infectieux (DASRI) selon les réglementations environnementales spécifiques aux DASRI,
- Assurer l’information, la communication et la sensibilisation de l’ensemble des acteurs de la filière (bénéficiaires du dispositif, professionnels de santé, collectivités territoriales, opérateurs du domaine des déchets) pour un bon fonctionnement du dispositif et le reporting vis-à-vis des autorités de tutelle.

Les déchets mous (pansements, compresses...) des patients en auto-traitement ainsi que les déchets d’activités de soins à risque infectieux (DASRI) des professionnels de santé ne relèvent pas de la filière DASTRI.

## Statut et gouvernance
DASTRI, une association loi de 1901 à but non lucratif, regroupe 78 adhérents (entreprises du médicament, fabricants de dispositifs médicaux ou entreprises mixtes) qui mettent sur le marché des produits qui, après usage par les patients, conduisent à ou génèrent des déchets d’activités de soins à risque infectieux (DASRI) piquants, coupants, tranchants (PCT). Les adhérents de DASTRI sont des grands groupes ou des PME.
L’association, agréée pour une durée de six ans, est placée sous la responsabilité d’un Conseil d’administration et d’un bureau et sous la tutelle de plusieurs ministères, en particularité le ministère de la Santé et de la Prévention et le ministère de la Transition écologique et de la cohésion des territoires.
Ses dirigeants rendent compte régulièrement aux pouvoirs publics et à l’ensemble des représentants des parties prenantes lors des réunions du comité des parties prenantes de la filière.

## Fonctionnement
(janvier 2021).
Les patients en auto-traitement peuvent se procurer gratuitement les boites DASTRI dans toutes les pharmacies de métropole et d’outre-mer participantes au dispositif (près de 21 000). Elles ont l’obligation de délivrer et de collecter les boîtes DASTRI.
Plus de 27 millions de boîtes ont été distribuées aux patients en 10 ans.
Depuis juillet 2016, DASTRI livre aux pharmacies des boîtes qui intègrent un message de sensibilisation et des consignes opérationnelles à l’intention des utilisateurs.
En 2018, DASTRI a introduit deux nouveaux modèles de BAA (boîtes à aiguilles) adaptés aux situations de déplacement des patients et aux dispositifs médicaux innovants commercialisés par les adhérents. Il existe aujourd’hui 2 modèles de boites DASTRI pour les DASRI sans électronique :
- La petite boîte jaune : elle est proposée en priorité :    - Aux utilisateurs d’autotests VIH     - Aux personnes en situation de mobilité (vacances)     - Aux personnes auxquelles a été prescrit un traitement de courte durée     - Aux enfants
- La grande boîte jaune : Sa hauteur lui permet d’accepter tout type de stylo injecteur. Elle permet en outre aux patients de stocker à leur domicile une plus grande quantité de déchets de soins perforants et ainsi de limiter leurs déplacements pour rapporter ces déchets dans un point de collecte du réseau. Elle est proposée en priorité aux personnes en situation de sédentarité souffrant de pathologies longues durées.

En 2022, DASTRI a lancé la boîte violette pour collecter les DASRI avec électronique (e-DASRI). Elle concerne 2 pathologies à date (le diabète et l'infertilité ovarienne) et 4 produits (pompes patch et capteurs de glucose en continu : applicateurs et transmetteurs).
Les boîtes DASTRI doivent être rapportées, après avoir été fermées définitivement, dans un point de collecte (principalement les pharmacies mais aussi certaines déchetteries).
L’enlèvement des boîtes DASTRI est assuré par des opérateurs habilités et sélectionnés par DASTRI dans le cadre d'appels d'offres nationaux.
En 2022, DASTRI a collecté 83 % du gisement estimé à l’échelle nationale. L’objectif fixé par le nouvel agrément est de 82 % en 2023, 85 % en 2025 et de 90 % en 2028. Pour les e-DASRI, le taux de collecte devra atteindre les 50 % en 2023 et 60 % en 2028. En complément, DASTRI devra recycler 60 % des e-DASRI collectés en 2025 et 70 % en 2028.
S’agissant de déchets à risque infectieux, une fois collectés les DASRI sans électronique sont acheminés soit vers un incinérateur habilité à les traiter, soit vers un site de pré-traitement par désinfection. Après pré-traitement par désinfection, les déchets sont soit incinérés dans un incinérateur pour ordures ménagères, soit acheminés vers une installation de stockage de déchets ultimes. En 2022, 89 % des déchets d’activités de soins à risque Infectieux (DASRI) traités par la filière ont été incinérés avec valorisation énergétique.
DASTRI a inauguré en juin 2023 une ligne mécanisée de séparation pour recyclage après désinfection des dispositifs médicaux usagés avec électronique au sein du centre technique de la filière, le DASTRI LAB. Cet équipement permet de séparer les quatre fractions matières (piles, cartes électroniques, métaux et plastiques) en vue de leur recyclage.

## Financement
La filière DASTRI est financée à 100 % par les entreprises adhérentes à l’association. En application du principe de Responsabilité Elargie du Producteur (REP), les entreprises du médicament et les fabricants de dispositifs médicaux sont considérés comme les producteurs des déchets. Ils doivent ainsi pourvoir à leur élimination individuellement ou en adhérant à DASTRI, moyennant le versement d’une contribution proportionnelle aux quantités de produits mises sur le marché.
Du fait des modalités de fixation du prix des médicaments et des dispositifs médicaux (marché régulé), et contrairement à la plupart des autres éco-organismes, le coût de fonctionnement de la filière n’est pas répercuté sur les patients bénéficiaires, pour lesquels le dispositif est entièrement gratuit.

## Perspectives
DASTRI mène une réflexion concernant la réutilisation des boîtes DASTRI et, plus généralement, les problématiques d'économie circulaire, en tenant compte des spécificités et contraintes de la filière.